# اندیس امیر آباد
امیر آباد یک اندیس فلزی است که در حوالی شهر رفسنجان استان کرمان قرار دارد و مادهٔ معدنی موجود در آن، مس است.سنگ میزبان این اندیس ولکانیک و دایک های اسیدی است و دیرینگی آن به دوران پالئوژن می‌رسد. 